# Черчино
Черчи́но (итал. Cercino) — коммуна в Италии, в провинции Сондрио области Ломбардия.
Население составляет 689 человек (2008 г.), плотность населения составляет 115 чел./км². Занимает площадь 6 км². Почтовый индекс — 23016. Телефонный код — 0342.
Покровителем населённого пункта считается святой Архангел Михаил, празднование 29 сентября.

## Демография
Динамика населения: